# Ленинский (Челябинская область)
Ле́нинский — посёлок в Сосновском районе Челябинской области. Входит в состав Полетаевского сельского поселения.

## География
Посёлок находится на расстоянии 62 км к юго-западу от села Долгодеревенское, административного центра района.

### Часовой пояс
Посёлок Ленинский, как и вся Челябинская область, находится в часовой зоне МСК+2. Смещение применяемого времени относительно UTC составляет +5:00.

## Население
| 2002 | 2010 |
| ---- | ---- |
| 142  | ↗274 |

### Половой состав
По данным Всероссийской переписи, в 2010 году численность населения посёлка составляла 274 человека (125 мужчин и 149 женщин).

## Улицы
- ул. Железнодорожная,
- ул. Набережная,
- пер. Совхозный,
- ул. Торговая,
- ул. Центральная[4].